# Michele Andreolo
Miguel Ángel Andriolo (we Włoszech znany jako Michele Andreolo) (ur. 6 września 1912 w Montevideo, zm. 14 maja 1981 w Potenzy), urugwajski piłkarz noszący przydomek Chico, naturalizowany we Włoszech. Środkowy pomocnik. Wzrost 169 cm, waga 71 kg. Mistrz świata z roku 1938.
Andreolo razem z klubem Club Nacional de Football zdobył w 1933 roku mistrzostwo Urugwaju. Sukces ten powtórzył w 1934 roku.
Jako piłkarz klubu Nacional był w kadrze reprezentacji podczas turnieju Copa América 1935, gdzie Urugwaj zdobył mistrzostwo Ameryki Południowej. Andreolo nie zagrał jednak w żadnym meczu.
Przed sezonem 1935/36 Andreolo podpisał kontrakt z klubem Serie A - Bologna FC i przez wiele lat był kluczową postacią tego zespołu. Czterokrotnie zdobył mistrzostwo Włoch, pierwsze już w swym debiutanckim sezonie, kolejne w latach 1937, 1939 i 1941. W reprezentacji Włoch po raz pierwszy zagrał 17 maja 1936 w meczu z Austrią i do 1942 zgromadził na swym koncie 26 występów (1 bramka). Jako następca Montiego był podstawowym zawodnikiem mistrzowskiej drużyny Italii z roku 1938. W zwycięskich finałach Andreolo zagrał we wszystkich czterech meczach - z Norwegią, Francją, Brazylią i Węgrami.
Po długim okresie gry w Bolonii Andreolo w 1943 roku przeszedł do klubu S.S. Lazio, a rok później był już w SSC Napoli. Po trzech latach gry w Napoli znalazł się w klubie Calcio Catania, a rok później przeniósł się do klubu Forlì, w którym w 1950 roku zakończył karierę piłkarską.
Andreolo skromne warunki fizyczne z nawiązką nadrabiał niezwykłą przebiegłością i chytrością w grze oraz wyśmienitą techniką.
Po zakończeniu kariery piłkarskiej próbował pracować jako trener, jednak nie odniósł na tym polu większych sukcesów.